# Émile de La Bédollière
Émile Gigault de La Bédollière, né le 24 mai 1812 à Amiens et mort le 24 avril 1883 à Paris 1er, est un écrivain, goguettier, journaliste et traducteur français.

## Biographie

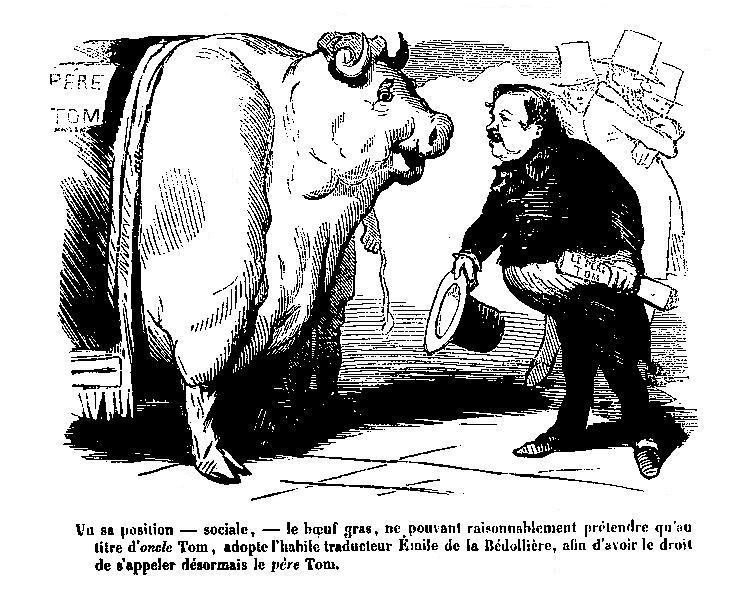
Émile de La Bédollière avec le Bœuf Gras de 1853 caricaturé par Bertall.

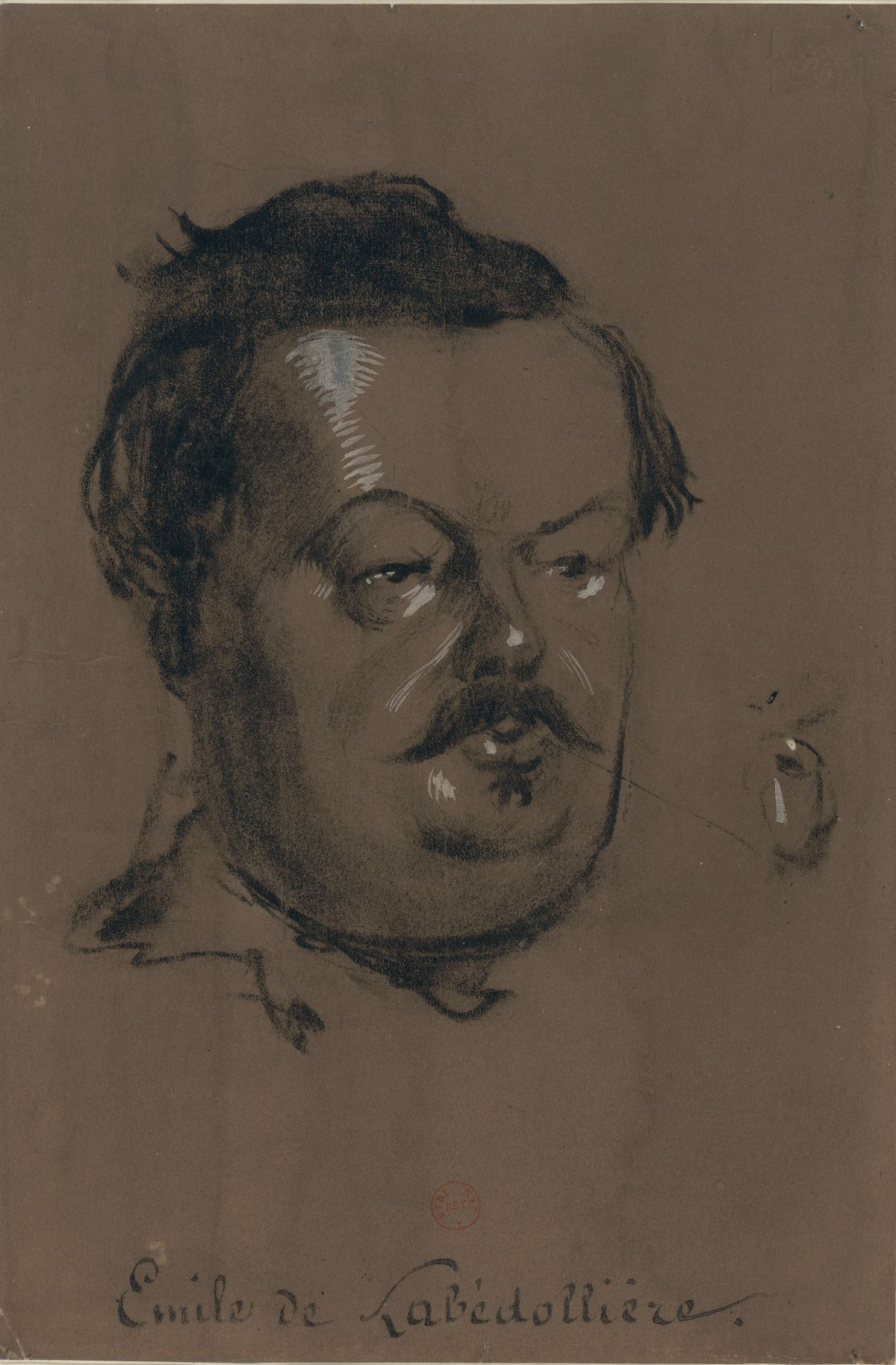
Émile de La Bédollière, caricature pour le Panthéon Nadar.

Fils de Pierre Gigault de La Bédollière et de Sophie Vérité, neveu du comte L. Gigault de La Bédollière de Bellefont, il fait des études de droit et est reçu avocat en janvier 1833. Il mène une vie littéraire pendant ses études, vie littéraire commencée à peine âgé de quatorze ans, où ses premières inspirations parurent dans Psyché, journal féminin fort goûté à cette époque. Il fait ensuite partie de cette génération des romantiques français qui s'enflamme au moment de la Révolution de Juillet (1830). Il fréquente Nerval, Théodose Burette, Bouchardy, Brot, Lorentz, Perrin, Théodore Rousseau, un mélange de dessinateurs, graveurs, poètes et futurs dramaturges.
En 1833, il critique La Fayette dans une Vie politique du marquis de La Fayette, qui lui vaut un procès à l'issue duquel il est acquitté. Paul Lacroix lui propose de rédiger des volumes populaires (Dictionnaire des ménages, Histoire naturelle des insectes) qu'il écrit sous le pseudonyme « Antony Dubourg ».
Comme bibliothécaire du Siècle, il est chargé, en 1850, du courrier quotidien de ce journal. En 1857, il se porte sans succès candidat de l'opposition aux élections du Corps législatif. Aux approches des élections générales de 1869, il participe à la fondation d'un journal politique quotidien de grand format et à cinq centimes, Le National, dirigé par l'éditeur et photographe Ildefonse Rousset, où il rédige le bulletin quotidien et de nombreux articles, désignés aux hostilités du parti clérical.
Rédacteur au Siècle, il traduit un grand nombre d'œuvres d'E. T. A. Hoffmann, Frederick Marryat, Harriet Beecher Stowe, Thomas Mayne-Reid, Charles Dickens, Walter Scott, James Fenimore Cooper, Gottfried August Bürger, Ludwig Tieck, Thérèse d'Avila.
C'est sa traduction qui fait connaître au public français La Case de l'oncle Tom ; parue sous le titre La Case du père Tom, ou Vie des nègres en Amérique (Gustave Barba, 1852), avec une préface de George Sand, cet ouvrage connut un gros succès en France.
Il publie sous le nom simplifié et abrégé d’« Émile de Labédollière » et aussi sous le pseudonyme d’« Anthony Dubourg ». Il participe aux activités de deux des plus célèbres goguettes parisiennes, celle de la Lice chansonnière et celle de la société du Caveau dont il est reçu membre honoraire de 1874. Il est l'auteur de nombreuses chansons, dont Hommage aux Orphéons.
Mort d’une congestion cérébrale, au 51 rue d'Argenteuil, il est inhumé au cimetière Montmartre, 26e division, avec son épouse Angèle Bobin, son fils le vice-amiral Lucien Gigault de La Bédollière, sa fille Marie-Louise Gigault de La Bédollière, qui était vice-présidente de l'Union des Femmes de France (Croix-Rouge française) et de l'Union française pour le sauvetage de l'enfance. Le médaillon qui figure sur la stèle de la tombe représente Joseph Charbonnier (1844-1882), sous-préfet de Montargis et homme de lettres, époux de Marie-Louise Gigault de La Bédollière.

## Publication
- Vie politique de Marie-Paul-Jean-Roch-Yves-Gilbert Motié [sic], marquis de Lafayette, Paris, Delaunay, 1833, 52 p.
- Soirées d'hiver, histoires et nouvelles, Paris, L. Curmer, 1839, xvi-344 p.
- Dictionnaire des ménages : répertoire de toutes connaissances usuelles, encyclopédie des villes et des campagnes, par Anthony Dubourg, Paris, Bureau central des dictionnaires, 1836, 2 tomes en 1 vol. (nouvelle édition : Paris, D'Urtubie et Worms, 1839, 2 vol.)
- Les Industriels, métiers et professions en France (avec cent dessins par Henry Monnier), Paris, Vve L. Janet, 1842, 231 p.
- La Sirène (peintres Decamps, Diaz, E. Leroux, etc., textes de La Bédollière), Paris, L. Curmer, 1845, 91 p.
- Histoire de la mère Michel et de son chat, illustré par Lorentz, Paris, J. Hetzel, 1846, 103 p.
- Histoire des mœurs et de la vie privée des Français, Paris, V. Lecou, 1847-1849, 3 vol.
- Histoire de la garde nationale. Récit complet de tous les faits qui l'ont distinguée depuis son origine jusqu'en 1848, Paris, H. Dumineray et F. Pallier, 1848, 396 p.
- Les Fastes militaires de la France. Histoire de Napoléon-le-Grand, récit des campagnes de la Révolution et de l'Empire de 1792 à 1815, Limoges-Paris, M. Ardant frères, 1851, 335 p.
- Les Fleurs de la morale en action, ou Recueil d'anecdotes propres à former le cœur et l'esprit des jeunes gens, Limoges-Paris, M. Ardant frères, 1852, 360 p.
- Histoire de la mode en France, Leipzig, A. Dürr, 1858, 188 p.
- Histoire de la guerre d'Italie, Paris, Gustave Barba, 1859, 2 parties en 1 vol.
- Le Nouveau Paris, Paris, (illustrations de Gustave Doré), Paris, Gustave Barba, 1861, 440 p.
- Histoire des environs du nouveau Paris (illustrations de Gustave Doré), Paris, Gustave Barba, 1861, 448 p.
- Londres et les Anglais (illustrés par Gavarni), Paris, Gustave Barba, 1862, 390 p.
- Histoire de la guerre de Mexique. Puebla, Paris, Gustave Barba, 1863, 2 parties en 1 vol.
- Le Tour de Marne en collaboration avec Ildefonse Rousset, Paris, A. Lacroix, Verboeckhoven et Cie, 1864, 203 p.
- Le Bois de Vincennes, en collaboration avec Ildefonse Rousset, A. Lacroix, Verboeckhoven et Cie, 1865
- Le Domaine de Saint-Pierre, son origine, sa grandeur, sa décadence, Paris, Gustave Barba, 1865, 320 p.
- De Paris à Suez : souvenirs d'un voyage en Égypte, Paris, Gustave Barba, 1870, VIII-99 p.
- Histoire de la Guerre 1870-71 (illustrée par Janet-Lange et H. Allouard, avec une carte de France d'après le Traité du 10 mai 1871 par Desbuisson), Paris, Gustave Barba, 1871, 320 p.
- Histoire générale des peuples anciens et modernes, Paris, J. Rouff, 1878, 2 vol.
- Au pays des Zoulous et des Cafres, colonie anglaise du Cap de Bonne-espérance, Limoges, C. Barbou, 1882, 88 p.

### Sources biographiques
- Alfred Sirven, Journaux et journalistes : Le Siècle (lire en ligne sur Gallica), p. 301-309.
- « Les On-Dit », Le Rappel, Paris, no 4795,‎ 27 avril 1883 (lire en ligne sur Gallica).
- Mariage de Marie-Louise Gigault de La Bédollière et Joseph Charbonnier, 28 mai 1869, Paris 9e, Émile de la Bédollière est, à cette date, avocat et rédacteur du National.